# Bihé
Bihé var ett kungarike som fanns i centrala Afrika, där provinsen Bié för närvarande ligger i Angola.Angola.
Landskapet utgörs av en fruktbar och tätbefolkad högplatå där bland annat floderna Kwanza, Okavango och Kunene har sina källor.